# Jerzy Ostaszewski

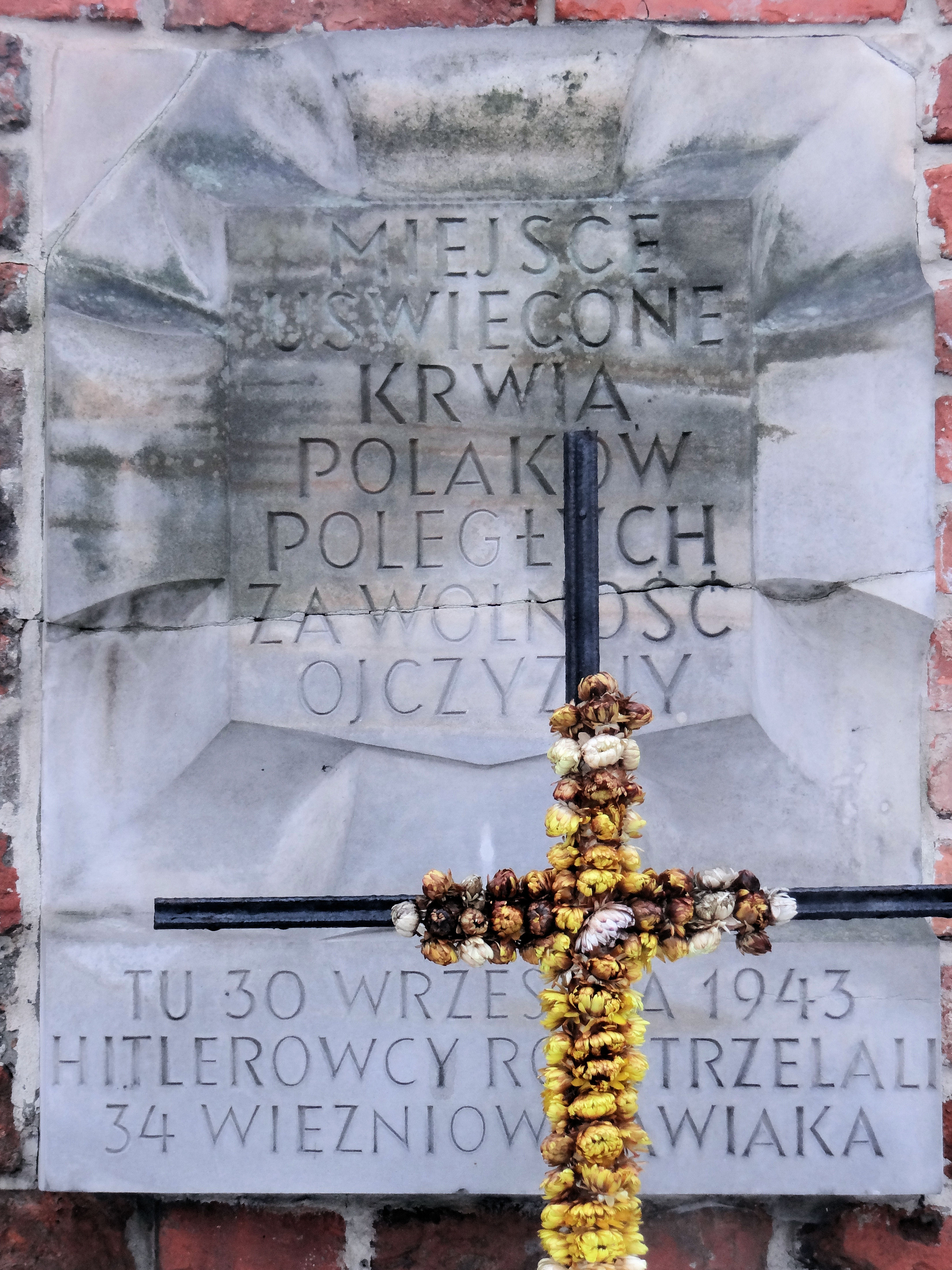
Tablica pamiątkowa przy ul. Solec w Warszawie

Jerzy Ostaszewski (ur. 5 stycznia 1919, zm. 30 listopada 1943) – żołnierz Kedywu Armii Krajowej, bohater eseju Jana Józefa Szczepańskiego W służbie Wielkiego Armatora;  rozstrzelany przez Niemców w Warszawie w 1943 roku.

## Życiorys
Urodził się 5 stycznia 1919 w miejscowości Kowale jako syn inżyniera Zygmunta Ostaszewskiego i Heleny z Łączkowskich. Ukończył gimnazjum im. Adama Mickiewicza w Katowicach. Należał do polskiego harcerstwa w Katowicach. Po wybuchu II wojny zamieszkał w Warszawie, gdzie wstąpił do konspiracji.
Ścigany przez gestapo wyjechał z miasta, następnie mimo ryzyka podjął decyzję powrotu do Warszawy. Pojmany przez Niemców, trafił do więzienia hitlerowskiego na Pawiaku. 30 października 1943 został rozstrzelany w egzekucji publicznej dokonanej na kilkudziecięciu Polakach przez SS przy ulicy Solec 63 w Warszawie.
Jego biografia zainspirowała prozaika, Jana Józefa Szczepańskiego, do napisania eseju zatytułowanego „W służbie Wielkiego Armatora”, poświęconego pokoleniu Kolumbów i wpływowi twórczości Josepha Conrada na postawę przedstawicieli pokolenia, walczących o wolność Polski.
„Mimo że ubolewałem nad impulsywnością i lekkomyślnością Jerzego – pisał Szczepański – decyzja, którą powziął i jej motywacja wydawały mi się godne szacunku, Bo chociaż bezskuteczne, a może nawet niepotrzebne nikomu, były one zgodne jednak z owym niepodlegającym dyskusji nakazem: – tak trzeba!”.
Esej ukazał się w 1975 r. w cyklu szkiców literackich Szczepańskiego zatytułowanych „Przed nieznanym trybunałem”.  Jak napisał autor, patriotyzm jego pokolenia był także „patriotyzmem cywilizacji europejskiej” w czasach, gdy zalewał ją chaos.
Według badacza literatury, Stefana Zabierowskiego, „honor był szczególną wartością dla żołnierzy Armii Krajowej. Zarazem stanowił kluczowy składnik etosu conradowskiego, który sprowadzał się do przekonania, że służba słusznej sprawie, bez względu na jej wynik, sama w sobie jest nagrodą”.